# Оман Перссон, Роберт
Ро́берт Ханс Фо́льке О́ман Пе́рссон (швед. Robert Hans Folke Åhman Persson, 26 марта 1987, Уппсала) — шведский футболист, полузащитник.

## Карьера

### Клубная
Воспитанник футбольного клуба «Белинге» из пригорода Уппсалы, в который попал в четыре года. В 2003 году попал в поле зрения столичного АИКа, с которымв начале 2004 года и подписал свой первый профессиональный контракт. Поначалу выступал за дублирующий состав клуба, но уже ближе к концу чемпионата главный тренер команды Патрик Энглунд начал подпускать его к основе, и в матче 26-го тура чемпионата состоялся его дебют. В выездном матче с «Треллеборгом» Роберт вышел на замену, а его команда обыграла соперника со счётом 3:1. По итогам 2004 года АИК занял 15-е место и вылетел во вторую по силе лигу Швеции - Суперэттан. Подготовку к новому сезону Оман Перссон начал на сборах с основным составом под руководством нового главного тренера Рикарда Норлинга. Приняв по ходу сезона участие в нескольких матчах, Роберт помог своей команде занять первое место в турнирной таблице и вернуться в элиту шведского футбола. Первый мяч за АИК был им забит 5 июля 2005 года в игре с «Вестра Фрёлунда». Выйдя на 85-й минуте на поле вместо Даниэля Хоха, уже в добавленное время Роберт воспользовался пасом капитана Чернстрёма и довёл счёт до разгромного — 3:0.
Несмотря на повышение в классе столичной команды, Роберт остался в Суперэттане, перейдя в начале 2006 года на правах аренды в фарм-клуб АИКа «Весбю Юнайтед». Дебют состоялся в 4-м туре. На 67-й минуте встречи с «Ассириска Фёренинген» он заменил конголезца Кутши Кангу, но помочь своей команде не смог. В общей сложности за «Весбю» Перссон провёл 25 матчей, при этом забив один мяч. Единственный раз ему удалось отличиться 31 июля в игре с «Дегерфорсом». Заняв 14-е место в турнирной таблице «Весбю» попал в стыковые матчи, за право на будущий сезон сохранить место в дивизионе.
2007 год Роберт начал в АИКе, однако вскоре покинул команду, перебравшись в датскую Суперлигу. Несмотря на то, что в команде на него рассчитывали, Перссон решил сменить клуб. В июле он подписал контракт с «Виборгом». В Дании Роберт являлся игроком основного состава, проведя 27 из 33 игр своей команды в чемпионате. Предпоследнее 11-е место в турнирной таблице отправило «Виборг» в первый дивизион, а футболист вернулся в Швецию.
В июле 2008 года Оман Перссон стал футболистом «Мальмё». 1-го июля руководство объявило о подписании Роберта и представило его в качестве игрока клуба. А уже вечером того же дня он дебютировал в своей новой команде, выйдя в стартовом составе на игру с «Юнгшиле». «Мальмё» в том матче одержал победу со счётом 2:1, благодаря дублю Тойвонена. В тот сезон Перссон принял участие во всех оставшихся матчах чемпионата, забив один мяч. На 9-й минуте гостевой игры с «Хаммарбю» Роберт поразил ворота хозяев поля, положив тем самым начала разгрому соперника. Встреча завершилась победой «Мальмё» со счётом 6:3. Первый полный сезон за «небесно-голубых» Оман Перссон провел в 2009 году. В том чемпионате он не принял участие только в 4 встречах своей команды, но при этом ни разу не отличившись. «Мальмё» занял только седьмое место, опустившись по сравнению с итоговой таблицей годом ранее на две позиции. Чемпионат 2010 года для Роберта начался хорошо. В первый четырёх встречах он сумел трижды отличиться. В игре третьего тура он отметился дублем в ворота «Ефле», а спустя полторы недели принёс одно очко в игре с «Хальмстадом». Однако в начале лета главный тренер Роланд Нильссон заявил, что больше не рассчитывает на Перссона, предпочтя ему пару полузащитников Фигейредо—Пекальски. Его вывели из состава, перевели в молодёжную команду и попросили подыскивать новую команду.
28 июня 2010 года было официально объявлено о возвращении Роберта в стан действующего чемпиона Швеции стокгольмского АИКа. Контракт был подписан на 3,5 года. Уже 9 июля состоялся первый матч после возвращения. В рамках Кубка Швеции АИК принимал «Хельсингборг». Роберт вышел в стартовом составе и при счёте 1:1 он уступил место Даниэль Чернстрёму. Встреча завершилась победой гостей в серии послематчевых пенальти. 28 июля состоялся дебют Роберта в Лиге чемпионов. В третьем квалификационном раунде шведский клуб встречался с норвежским «Русенборгом». Домашнюю игру Перссон провёл полностью, но смог отличиться лишь жёлтой карточкой. По сумме двух встреч АИК уступил 0:4 и выбыл в квалификацию Лиги Европы. В сезоне 2011 года Роберт вместе с командой завоевал серебряные медали чемпионата страны, что позволило на будущий год выступать в Лиге Европы.
Осенью 2013 года стало известно, что АИК не предложит футболисту новый контракт. После этого Перссон присоединился к «Эребру», который поднялся в наивысший дивизион, в качестве свободного агента. 
Игрок перешел в «Белененсеш» в январе 2017 года, но вернулся на родину в июне 2018 года, сыграв 24 матча в португальской Примере. Перссон подписал контракт с «Сириус» из родного города игрока Уппсала. 
20 мая 2020 года игрок пришёл к решению о завершении своей профессиональной футбольной карьеры после травмы колена. 

### В сборных
Выступал за юношескую и молодёжную сборные Швеции. В составе юношеской сборной дебютировал в официальном матче в отборочном турнире к юношескому чемпионату Европы со сверстниками из Венгрии. За молодёжную сборную Швеции провёл 12 встреч, в которой смог один раз отличиться забитым мячом.

## Достижения
- Серебряный призёр чемпионата Швеции: 2011
- Победитель Суперэттана: 2005